# Ficar com Você / Quando Chove
"Ficar Com Você / Quando Chove" é um single lançado em  disco de vinil de 12" e CD da cantora brasileira Patricia Marx. Trata-se de um lançamento de 1994 com duas canções que foram lançadas no álbum: Ficar com Você da artista (também lançado em 1994): "Ficar com você" e "Quando chove". Ambas as faixas são versões de músicas internacionais, sendo a primeira uma versão da canção: "I Wanna Be Where You Are" do álbum solo do cantor Michael Jackson: Got to Be There, feita pelo compositor Nelson Motta. "Quando Chove" por sua vez é uma versão de uma música italiana chamada "Quanno Chiove" composta por Pino Danielle e versão brasileira também de Nelson Motta. O single traz 6 faixas,sendo cinco delas versões diferentes de "Ficar Com Você" e a última "Quando Chove", na versão do álbum.

## Faixas
| Lado A         |                                         |                                              |         |  |
| N.º            | Título                                  | Compositor(es)                               | Duração |  |
| 1.             | "Ficar Com Você" (Radio Hip-Hop Mix)    | T. Boy Ross; Leon Ware; Versão: Nelson Motta | 3:50    |  |
| 2.             | "Ficar Com Você" (Hip-Hop Vocal Mix)    | T. Boy Ross; Leon Ware; Versão: Nelson Motta | 5:20    |  |
| 3.             | "Ficar Com Você" (Hip-Hop Instrumental) | T. Boy Ross; Leon Ware; Versão: Nelson Motta | 5:10    |  |
| Duração total: | Duração total:                          | Duração total:                               | 14:20   |  |

| Lado B         |                                    |                                              |         |  |
| N.º            | Título                             | Compositor(es)                               | Duração |  |
| 1.             | "Ficar Com Você" (Accapella)       | T. Boy Ross; Leon Ware; Versão: Nelson Motta | 4:10    |  |
| 2.             | "Ficar Com Você" (Versão do álbum) | T. Boy Ross; Leon Ware; Versão: Nelson Motta | 4:25    |  |
| 3.             | "Quando Chove" (Versão do álbum)   | Pino Danielle; Versão: Nelson Motta          | 3:37    |  |
| Duração total: | Duração total:                     | Duração total:                               | 12:12   |  |

## Quando Chove (Single de 2014)
Seguindo o estilo nu-soul do álbum Trinta, "Quando Chove" ganhou nova roupagem no mesmo estilo e tornou-se o terceiro e último single do álbum. A faixa foi lançada como single no iTunes em Julho de 2014. A escolha do single coincide com a reprise da novela A Viagem no canal Viva, da qual a primeira versão da música fazia parte.

### Faixas
| N.º | Título                                  | Compositor(es)                      | Duração |  |
| 1.  | "Quando Chove" (Versão do álbum Trinta) | Pino Danielle; Versão: Nelson Motta | 3:16    |  |